# American Music Awards 1983
Die zehnten American Music Awards wurden von der American Broadcasting Company (ABC) am 17. Januar 1983 ausgestrahlt. Die Veranstaltung fand im Shrine Auditorium in Los Angeles, Kalifornien statt. Moderatoren waren Mac Davis, Aretha Franklin und Melissa Manchester.

## Gewinner und Nominierte
| Kategorie                        | Gewinner                                 | Nominierungen                                                                |
| -------------------------------- | ---------------------------------------- | ---------------------------------------------------------------------------- |
| Pop/Rock Category                |                                          |                                                                              |
| Favorite Pop/Rock Male Artist    | John Cougar Rick Springfield             | Paul McCartney                                                               |
| Favorite Pop/Rock Female Artist  | Olivia Newton-John                       | Stevie Nicks Diana Ross                                                      |
| Favorite Pop/Rock Band/Duo/Group | Daryl Hall & John Oates                  | Fleetwood Mac J. Geils Band                                                  |
| Favorite Pop/Rock Album          | Willie Nelson – Always on My Mind        | Fleetwood Mac – Mirage Journey – Escape                                      |
| Favorite Pop/Rock Song           | Lionel Richie – Lied                     | Paul McCartney & Stevie Wonder – Ebony and Ivory Survivor – Eye of the Tiger |
| Soul/R&B Category                |                                          |                                                                              |
| Favorite Soul/R&B Male Artist    | Lionel Richie                            | Rick James Stevie Wonder                                                     |
| Favorite Soul/R&B Female Artist  | Diana Ross                               | Aretha Franklin Evelyn King                                                  |
| Favorite Soul/R&B Band/Duo/Group | Kool & The Gang                          | The Gap Band The Time                                                        |
| Favorite Soul/R&B Album          | Aretha Franklin – Jump to It             | Rick James – Throwin’ Down Stevie Wonder – Musiquarium                       |
| Favorite Soul/R&B Song           | Marvin Gaye – Sexual Healing             | Aretha Franklin – Jump to It Evelyn King – Love Come Down                    |
| Country Category                 |                                          |                                                                              |
| Favorite Country Male Artist     | Kenny Rogers                             | Charley Pride Conway Twitty                                                  |
| Favorite Country Female Artist   | Barbara Mandrell                         | Emmylou Harris Sylvia                                                        |
| Favorite Country Band/Duo/Group  | Alabama                                  | The Oak Ridge Boys The Statler Brothers                                      |
| Favorite Country Album           | Willie Nelson – Always on My Mind        | Alabama – Mountain Music The Oak Ridge Boys – Fancy Free                     |
| Favorite Country Song            | Kenny Rogers – Love Will Turn You Around | The Oak Ridge Boys – Bobbie Sue Sylvia – Nobody                              |
| Ehrenpreis                       |                                          |                                                                              |
| Kenny Rogers                     |                                          |                                                                              |